# Tuncay Şanlı
Tuncay Volkan Şanlı (tundʒaj ʃanlɯ; Adapazarı, 16 gennaio 1982) è un allenatore di calcio ed ex calciatore turco, di ruolo attaccante.

## Carriera

### Giocatore

#### Club

##### Sakaryaspor
Tuncay ha iniziato a giocare nel 2000 per il Sakaryaspor, squadra della seconda serie del Süper Lig, dove ha ricoperto il ruolo di attaccante e ala destra.
Nel 2002, dopo aver disputato 66 partite e realizzato 32 reti, si è trasferito al Fenerbahçe per 500.000 euro.

##### Fenerbahçe
Al Fenerbahçe Tuncay inizialmente ha ricoperto il ruolo di attaccante e in seguito anche di ala sinistra.
L'8 dicembre 2004, Tuncay, segnando tutti e 3 i gol del Fenerbahçe contro il Manchester Utd (3-0 il risultato finale), è diventato il primo calciatore turco a segnare una tripletta in Champions League e il secondo di sempre a mettere a segno 3 reti al Manchester United in Europa, dopo il brasiliano Ronaldo.
Con il Fenerbahçe ha vinto tre campionati turchi ed è diventato il miglior marcatore del club nelle coppe europee con 12 gol.

##### Middlesbrough
Il 13 giugno 2007 passa al Middlesbrough a parametro zero dopo le visite mediche effettuate il 18 giugno, ottenendo il permesso di lavoro il 4 luglio, completando così il trasferimento alla società inglese.
Ha esordito con il Middlesbrough l'11 agosto 2007 al Riverside Stadium contro il Blackburn. Dopo 12 gare senza realizzare alcuna rete, ha segnato il primo gol con la nuova maglia il 1º dicembre 2007 in trasferta contro il Reading, siglando il definitivo 1-1. Si è ripetuto anche nelle due partite successive contro Arsenal (vittoria per 2-1) e Derby County (vittoria per 1-0). Per quest'ultima rete, un tiro al volo su cross di Stewart Downing, la BBC gli ha assegnato il premio Goal of the Month (Gol del mese) di dicembre. Tuncay a fine stagione ha totalizzato 34 presenze e 8 reti, secondo miglior marcatore stagionale del Boro alle spalle di Downing (10 gol).

##### Stoke City
Il 28 agosto 2009 è tornato a giocare in Premier League firmando per lo Stoke City, che lo ha pagato 5 milioni di sterline. Ha esordito nello Stoke City il giorno seguente contro il Sunderland, sostituendo Ricardo Fuller all'83'.

##### Wolfsburg e prestito al Bolton
Il 31 gennaio 2011 passa al Wolfsburg. Con la squadra tedesca ha disputato 4 partite nella Bundesliga 2010-2011.
Il 12 agosto 2011 è passato in prestito al Bolton. Il calciatore ha collezionato 22 presenze (di cui 7 da titolare) e una rete realizzata al debutto in Carling Cup contro il Macclesfield Town, mentre il Bolton è retrocesso all'ultima giornata in seconda divisione.
Il 25 giugno 2012 è stato consensualmente rescisso il contratto che lo avrebbe legato al Wolfsburg fino al 2014.

##### Bursaspor
Il 4 settembre 2012, da svincolato, viene ingaggiato dal Bursaspor.

##### Umm-Salal
Il 31 luglio 2014, il turco firma un contratto annuale con l'Umm Salal, squadra militante nella prima divisione qatariota.

#### Nazionale
Tuncay ha esordito nella Nazionale turca il 20 novembre 2002 a Pescara in amichevole contro l'Italia (1-1), subentrando all'88' a İlhan Mansız.
Ha preso parte alla Confederations Cup 2003, dove, il 16 giugno 2003, ha realizzato realizzando al 70' della partita contro gli contro gli Stati Uniti il suo primo gol con la maglia della Nazionale, che ha fissato il punteggio sul 2-1 per i turchi. In quella competizione la Turchia è giunta al terzo posto e Tuncay è stato il miglior marcatore dei turchi con 3 gol e secondo in assoluto dopo Thierry Henry (4).
Ha disputato le qualificazioni al Mondiale 2006, dove una sua tripletta nello spareggio contro la Svizzera conclusosi 4-2 non è bastata per qualificare la Turchia in virtù del 2-0 dell'andata.
È stato convocato da Fatih Terim per gli Europei 2008, durante i quali ha disputato 4 partite. Il 15 giugno 2008 al 92' della gara Turchia-Repubblica Ceca, ultima partita della fase a gironi, è entrato in porta per sostituire Volkan Demirel, che era stato espulso, dato che la Turchia aveva esaurito tutti i cambi e non poteva inserire il secondo portiere Rüştü.

### Allenatore
Il 20 giugno 2024 diventa il nuovo allenatore dell'Ümraniyespor.

## Statistiche

### Cronologia presenze e reti in nazionale
| Cronologia completa delle presenze e delle reti in nazionale ― Turchia | Cronologia completa delle presenze e delle reti in nazionale ― Turchia | Cronologia completa delle presenze e delle reti in nazionale ― Turchia | Cronologia completa delle presenze e delle reti in nazionale ― Turchia | Cronologia completa delle presenze e delle reti in nazionale ― Turchia | Cronologia completa delle presenze e delle reti in nazionale ― Turchia | Cronologia completa delle presenze e delle reti in nazionale ― Turchia | Cronologia completa delle presenze e delle reti in nazionale ― Turchia |
| Data                                                                   | Città                                                                  | In casa                                                                | Risultato                                                              | Ospiti                                                                 | Competizione                                                           | Reti                                                                   | Note                                                                   |
| ---------------------------------------------------------------------- | ---------------------------------------------------------------------- | ---------------------------------------------------------------------- | ---------------------------------------------------------------------- | ---------------------------------------------------------------------- | ---------------------------------------------------------------------- | ---------------------------------------------------------------------- | ---------------------------------------------------------------------- |
| 20-11-2002                                                             | Pescara                                                                | Italia                                                                 | 1 – 1                                                                  | Turchia                                                                | Amichevole                                                             | -                                                                      |                                                                        |
| 19-6-2003                                                              | Saint-Étienne                                                          | Turchia                                                                | 2 – 1                                                                  | Stati Uniti                                                            | Conf. Cup 2003 - 1º turno                                              | 1                                                                      |                                                                        |
| 21-6-2003                                                              | Saint-Denis                                                            | Camerun                                                                | 1 – 0                                                                  | Turchia                                                                | Conf. Cup 2003 - 1º turno                                              | -                                                                      |                                                                        |
| 23-6-2003                                                              | Saint-Étienne                                                          | Brasile                                                                | 2 – 2                                                                  | Turchia                                                                | Conf. Cup 2003 - 1º turno                                              | -                                                                      |                                                                        |
| 26-6-2003                                                              | Saint-Denis                                                            | Francia                                                                | 3 – 2                                                                  | Turchia                                                                | Conf. Cup 2003 - Semifinale                                            | 1                                                                      |                                                                        |
| 28-6-2003                                                              | Saint-Étienne                                                          | Colombia                                                               | 1 – 2                                                                  | Turchia                                                                | Conf. Cup 2003 - Finale 3º posto                                       | 1                                                                      |                                                                        |
| 20-8-2003                                                              | Ankara                                                                 | Turchia                                                                | 2 – 0                                                                  | Moldavia                                                               | Amichevole                                                             | -                                                                      |                                                                        |
| 6-9-2003                                                               | Vaduz                                                                  | Liechtenstein                                                          | 0 – 3                                                                  | Turchia                                                                | Qual. Euro 2004                                                        | -                                                                      |                                                                        |
| 9-9-2003                                                               | Dublino                                                                | Irlanda                                                                | 2 – 2                                                                  | Turchia                                                                | Amichevole                                                             | -                                                                      |                                                                        |
| 11-10-2003                                                             | Istanbul                                                               | Turchia                                                                | 0 – 0                                                                  | Inghilterra                                                            | Qual. Euro 2004                                                        | -                                                                      |                                                                        |
| 19-11-2003                                                             | Istanbul                                                               | Turchia                                                                | 2 – 2                                                                  | Lettonia                                                               | Qual. Euro 2004                                                        | -                                                                      |                                                                        |
| 18-2-2004                                                              | Adana                                                                  | Turchia                                                                | 0 – 1                                                                  | Danimarca                                                              | Amichevole                                                             | -                                                                      |                                                                        |
| 31-3-2004                                                              | Zagabria                                                               | Croazia                                                                | 2 – 2                                                                  | Turchia                                                                | Amichevole                                                             | -                                                                      |                                                                        |
| 28-4-2004                                                              | Bruxelles                                                              | Belgio                                                                 | 2 – 3                                                                  | Turchia                                                                | Amichevole                                                             | -                                                                      |                                                                        |
| 21-5-2004                                                              | Sydney                                                                 | Australia                                                              | 1 – 3                                                                  | Turchia                                                                | Amichevole                                                             | -                                                                      |                                                                        |
| 24-5-2004                                                              | Melbourne                                                              | Australia                                                              | 0 – 1                                                                  | Turchia                                                                | Amichevole                                                             | -                                                                      |                                                                        |
| 2-6-2004                                                               | Seul                                                                   | Corea del Sud                                                          | 0 – 1                                                                  | Turchia                                                                | Amichevole                                                             | -                                                                      |                                                                        |
| 5-6-2004                                                               | Taegu                                                                  | Corea del Sud                                                          | 2 – 1                                                                  | Turchia                                                                | Amichevole                                                             | -                                                                      |                                                                        |
| 18-8-2004                                                              | Denizli                                                                | Turchia                                                                | 2 – 1                                                                  | Bielorussia                                                            | Amichevole                                                             | -                                                                      |                                                                        |
| 4-9-2004                                                               | Trebisonda                                                             | Turchia                                                                | 1 – 1                                                                  | Georgia                                                                | Qual. Mondiali 2006                                                    | -                                                                      |                                                                        |
| 9-10-2004                                                              | Istanbul                                                               | Turchia                                                                | 4 – 0                                                                  | Kazakistan                                                             | Qual. Mondiali 2006                                                    | -                                                                      |                                                                        |
| 13-10-2004                                                             | Copenaghen                                                             | Danimarca                                                              | 1 – 1                                                                  | Turchia                                                                | Qual. Mondiali 2006                                                    | -                                                                      |                                                                        |
| 17-11-2004                                                             | Istanbul                                                               | Turchia                                                                | 0 – 3                                                                  | Ucraina                                                                | Qual. Mondiali 2006                                                    | -                                                                      |                                                                        |
| 30-3-2005                                                              | Tbilisi                                                                | Georgia                                                                | 2 – 5                                                                  | Turchia                                                                | Qual. Mondiali 2006                                                    | 1                                                                      |                                                                        |
| 4-6-2005                                                               | Istanbul                                                               | Turchia                                                                | 0 – 0                                                                  | Grecia                                                                 | Qual. Mondiali 2006                                                    | -                                                                      |                                                                        |
| 8-6-2005                                                               | Almaty                                                                 | Kazakistan                                                             | 0 – 6                                                                  | Turchia                                                                | Qual. Mondiali 2006                                                    | 2                                                                      |                                                                        |
| 12-11-2005                                                             | Berna                                                                  | Svizzera                                                               | 2 – 0                                                                  | Turchia                                                                | Qual. Mondiali 2006                                                    | -                                                                      |                                                                        |
| 16-11-2005                                                             | Istanbul                                                               | Turchia                                                                | 4 – 2                                                                  | Svizzera                                                               | Qual. Mondiali 2006                                                    | 3                                                                      |                                                                        |
| 1-3-2006                                                               | Smirne                                                                 | Turchia                                                                | 2 – 2                                                                  | Rep. Ceca                                                              | Amichevole                                                             | -                                                                      |                                                                        |
| 24-5-2006                                                              | Genk                                                                   | Belgio                                                                 | 3 – 3                                                                  | Turchia                                                                | Amichevole                                                             | 1                                                                      |                                                                        |
| 26-5-2006                                                              | Bochum                                                                 | Turchia                                                                | 1 – 1                                                                  | Ghana                                                                  | Amichevole                                                             | -                                                                      |                                                                        |
| 31-5-2006                                                              | Offenbach                                                              | Arabia Saudita                                                         | 0 – 1                                                                  | Turchia                                                                | Amichevole                                                             | -                                                                      |                                                                        |
| 2-6-2006                                                               | Arnhem                                                                 | Angola                                                                 | 2 – 3                                                                  | Turchia                                                                | Amichevole                                                             | -                                                                      |                                                                        |
| 4-6-2006                                                               | Krefeld                                                                | Turchia                                                                | 0 – 1                                                                  | Macedonia                                                              | Amichevole                                                             | -                                                                      |                                                                        |
| 16-8-2006                                                              | Lussemburgo                                                            | Lussemburgo                                                            | 0 – 1                                                                  | Turchia                                                                | Amichevole                                                             | -                                                                      |                                                                        |
| 7-10-2006                                                              | Budapest                                                               | Ungheria                                                               | 0 – 1                                                                  | Turchia                                                                | Qual. Euro 2008                                                        | 1                                                                      |                                                                        |
| 11-10-2006                                                             | Francoforte                                                            | Turchia                                                                | 5 – 0                                                                  | Moldavia                                                               | Qual. Euro 2008                                                        | 1                                                                      |                                                                        |
| 15-11-2006                                                             | Bergamo                                                                | Italia                                                                 | 1 – 1                                                                  | Turchia                                                                | Amichevole                                                             | -                                                                      |                                                                        |
| 7-2-2007                                                               | Tbilisi                                                                | Georgia                                                                | 1 – 0                                                                  | Turchia                                                                | Amichevole                                                             | -                                                                      |                                                                        |
| 24-3-2007                                                              | Il Pireo                                                               | Grecia                                                                 | 1 – 4                                                                  | Turchia                                                                | Qual. Euro 2008                                                        | 1                                                                      |                                                                        |
| 28-3-2007                                                              | Francoforte                                                            | Turchia                                                                | 2 – 2                                                                  | Norvegia                                                               | Qual. Euro 2008                                                        | -                                                                      |                                                                        |
| 2-6-2007                                                               | Sarajevo                                                               | Bosnia ed Erzegovina                                                   | 3 – 2                                                                  | Turchia                                                                | Qual. Euro 2008                                                        | -                                                                      |                                                                        |
| 5-6-2007                                                               | Dortmund                                                               | Turchia                                                                | 0 – 0                                                                  | Brasile                                                                | Amichevole                                                             | -                                                                      |                                                                        |
| 22-8-2007                                                              | Bucarest                                                               | Romania                                                                | 2 – 0                                                                  | Turchia                                                                | Amichevole                                                             | -                                                                      |                                                                        |
| 8-9-2007                                                               | Ta' Qali                                                               | Malta                                                                  | 2 – 2                                                                  | Turchia                                                                | Qual. Euro 2008                                                        | -                                                                      |                                                                        |
| 12-9-2007                                                              | Istanbul                                                               | Turchia                                                                | 3 – 0                                                                  | Ungheria                                                               | Qual. Euro 2008                                                        | -                                                                      |                                                                        |
| 13-10-2007                                                             | Chișinău                                                               | Moldavia                                                               | 1 – 1                                                                  | Turchia                                                                | Qual. Euro 2008                                                        | -                                                                      |                                                                        |
| 17-10-2007                                                             | Istanbul                                                               | Turchia                                                                | 0 – 1                                                                  | Grecia                                                                 | Qual. Euro 2008                                                        | -                                                                      |                                                                        |
| 17-11-2007                                                             | Oslo                                                                   | Norvegia                                                               | 1 – 2                                                                  | Turchia                                                                | Qual. Euro 2008                                                        | -                                                                      |                                                                        |
| 21-11-2007                                                             | Istanbul                                                               | Turchia                                                                | 1 – 0                                                                  | Bosnia ed Erzegovina                                                   | Qual. Euro 2008                                                        | -                                                                      |                                                                        |
| 26-3-2008                                                              | Minsk                                                                  | Bielorussia                                                            | 2 – 2                                                                  | Turchia                                                                | Amichevole                                                             | 1                                                                      |                                                                        |
| 20-5-2008                                                              | Bielefeld                                                              | Turchia                                                                | 1 – 0                                                                  | Slovacchia                                                             | Amichevole                                                             | -                                                                      |                                                                        |
| 25-5-2008                                                              | Bochum                                                                 | Turchia                                                                | 2 – 3                                                                  | Uruguay                                                                | Amichevole                                                             | -                                                                      |                                                                        |
| 29-5-2008                                                              | Duisburg                                                               | Finlandia                                                              | 0 – 2                                                                  | Turchia                                                                | Amichevole                                                             | 1                                                                      |                                                                        |
| 7-6-2008                                                               | Ginevra                                                                | Portogallo                                                             | 2 – 0                                                                  | Turchia                                                                | Euro 2008 - 1º turno                                                   | -                                                                      |                                                                        |
| 11-6-2008                                                              | Basilea                                                                | Svizzera                                                               | 1 – 2                                                                  | Turchia                                                                | Euro 2008 - 1º turno                                                   | -                                                                      |                                                                        |
| 15-6-2008                                                              | Ginevra                                                                | Turchia                                                                | 3 – 2                                                                  | Rep. Ceca                                                              | Euro 2008 - 1º turno                                                   | -                                                                      |                                                                        |
| 20-6-2008                                                              | Basilea                                                                | Croazia                                                                | 1 – 1 dts (1 - 3 dtr)                                                  | Turchia                                                                | Euro 2008 - Quarti di finale                                           | -                                                                      |                                                                        |
| 20-8-2008                                                              | İzmit                                                                  | Turchia                                                                | 1 – 0                                                                  | Cile                                                                   | Amichevole                                                             | -                                                                      | cap.                                                                   |
| 6-9-2008                                                               | Erevan                                                                 | Armenia                                                                | 0 – 2                                                                  | Turchia                                                                | Qual. Mondiali 2010                                                    | 1                                                                      |                                                                        |
| 10-9-2008                                                              | Istanbul                                                               | Turchia                                                                | 1 – 1                                                                  | Belgio                                                                 | Qual. Mondiali 2010                                                    | -                                                                      |                                                                        |
| 19-11-2008                                                             | Vienna                                                                 | Austria                                                                | 2 – 4                                                                  | Turchia                                                                | Amichevole                                                             | 3                                                                      | cap.                                                                   |
| 11-2-2009                                                              | Smirne                                                                 | Turchia                                                                | 1 – 1                                                                  | Costa d'Avorio                                                         | Amichevole                                                             | -                                                                      | cap.                                                                   |
| 28-3-2009                                                              | Madrid                                                                 | Spagna                                                                 | 1 – 0                                                                  | Turchia                                                                | Qual. Mondiali 2010                                                    | -                                                                      |                                                                        |
| 1-4-2009                                                               | Istanbul                                                               | Turchia                                                                | 1 – 2                                                                  | Spagna                                                                 | Qual. Mondiali 2010                                                    | -                                                                      | cap.                                                                   |
| 2-6-2009                                                               | Kayseri                                                                | Turchia                                                                | 2 – 0                                                                  | Azerbaigian                                                            | Amichevole                                                             | -                                                                      | cap.                                                                   |
| 5-6-2009                                                               | Lione                                                                  | Francia                                                                | 1 – 0                                                                  | Turchia                                                                | Amichevole                                                             | -                                                                      | cap.                                                                   |
| 12-8-2009                                                              | Kiev                                                                   | Ucraina                                                                | 0 – 3                                                                  | Turchia                                                                | Amichevole                                                             | 1                                                                      | cap.                                                                   |
| 5-9-2009                                                               | Kayseri                                                                | Turchia                                                                | 4 – 2                                                                  | Estonia                                                                | Qual. Mondiali 2010                                                    | 2                                                                      | cap.                                                                   |
| 9-9-2009                                                               | Zenica                                                                 | Bosnia ed Erzegovina                                                   | 1 – 1                                                                  | Turchia                                                                | Qual. Mondiali 2010                                                    | -                                                                      | cap.                                                                   |
| 10-10-2009                                                             | Bruxelles                                                              | Belgio                                                                 | 2 – 0                                                                  | Turchia                                                                | Qual. Mondiali 2010                                                    | -                                                                      | cap.                                                                   |
| 14-10-2009                                                             | Bursa                                                                  | Turchia                                                                | 2 – 0                                                                  | Armenia                                                                | Qual. Mondiali 2010                                                    | -                                                                      | cap.                                                                   |
| 3-3-2010                                                               | Istanbul                                                               | Turchia                                                                | 2 – 0                                                                  | Honduras                                                               | Amichevole                                                             | -                                                                      |                                                                        |
| 26-5-2010                                                              | New Britain                                                            | Irlanda del Nord                                                       | 0 – 2                                                                  | Turchia                                                                | Amichevole                                                             | -                                                                      | cap.                                                                   |
| 29-5-2010                                                              | Filadelfia                                                             | Stati Uniti                                                            | 2 – 1                                                                  | Turchia                                                                | Amichevole                                                             | -                                                                      |                                                                        |
| 11-8-2010                                                              | Istanbul                                                               | Turchia                                                                | 2 – 0                                                                  | Romania                                                                | Amichevole                                                             | -                                                                      |                                                                        |
| 3-9-2010                                                               | Astana                                                                 | Kazakistan                                                             | 0 – 3                                                                  | Turchia                                                                | Qual. Euro 2012                                                        | -                                                                      |                                                                        |
| 7-9-2010                                                               | Istanbul                                                               | Turchia                                                                | 3 – 2                                                                  | Belgio                                                                 | Qual. Euro 2012                                                        | -                                                                      |                                                                        |
| 8-10-2010                                                              | Berlino                                                                | Germania                                                               | 3 – 0                                                                  | Turchia                                                                | Qual. Euro 2012                                                        | -                                                                      |                                                                        |
| 12-10-2010                                                             | Baku                                                                   | Azerbaigian                                                            | 1 – 0                                                                  | Turchia                                                                | Qual. Euro 2012                                                        | -                                                                      |                                                                        |
| Totale                                                                 |                                                                        | Presenze                                                               | 80                                                                     |                                                                        | Reti (3º posto)                                                        | 22                                                                     |                                                                        |

## Palmarès

### Club
- Campionato turco: 3

Fenerbahçe: 2003-2004, 2004-2005, 2006-2007

### Individuale
- Scarpa d'argento della FIFA Confederations Cup: 1

2003
- Scarpa d'argento della FIFA Confederations Cup: 1

2003